# 秦滅楚之戰
秦滅楚之戰，是秦滅六國之戰中的一部分。秦王政二十三年（前224年），秦王政召集群臣，商議滅楚大計，王翦認為「非六十萬人不可」，李信則認為「不過二十萬人」便可打敗楚國，秦王政大喜，認為王翦老不堪用，便派李信和蒙恬率兵二十萬，南下伐楚。王翦因此稱病辭朝，回歸故里。一開始秦國戰事順利，李信攻平輿（今河南省平輿縣北射橋鎮），蒙恬攻寢丘（今安徽省臨泉縣駐地城關鎮），大敗楚軍。李信在鄢郢（指楚都，即壽春，今安徽省壽縣駐地壽春鎮東柏家台子）再敗楚軍後，引兵而西，與蒙恬會城父（今安徽省亳州市），楚兵尾隨其後，急行軍三日三夜，不久楚軍大破李信軍，入兩壁，殺七都尉，秦軍告急。
秦王政親自馳往頻陽，復用王翦，以蒙武為裨將，秦王自送霸上，王翦因手握六十萬重兵，出征時向秦王政「請美田宅園池甚眾」、「以請田宅為子孫業耳」，秦王政大笑；出關前，又連續五次求賜美田，秦王政最後答應，部下怪而問之，他說出了自己的用意：「夫秦王怚而不信人。今空秦國甲士而專委於我，我不多請田宅為子孫業以自堅，顧令秦王坐而疑我邪？」意思是藉此消除秦王政疑懼。秦王政二十三年（前224年）王翦領兵伐楚，堅壁不出，待楚軍調動之際，大破楚軍，追至蕲南（今安徽省宿州市南蘄縣鎮），楚將項燕被殺（一說自殺）；秦王政二十四年（前223年）再度出兵攻楚，虜楚王負芻，灭楚國。
秦王政二十五年（前222年），王翦、蒙武等出兵攻越，破越都会稽，越君投降，秦在此置會稽郡（治吳縣，今江蘇蘇州市）。

## 註腳
1. 1 2  辛德勇《雲夢睡虎地秦人簡牘與李信、王翦南滅荊楚的地理進程》。